# Tuberocreagris rufula
Tuberocreagris rufula es una especie de arácnido del orden Pseudoscorpionida de la familia Neobisiidae.

## Distribución geográfica
Se encuentra en Virginia y Texas en (Estados Unidos).